# Strâmtoarea Bab el-Mandeb

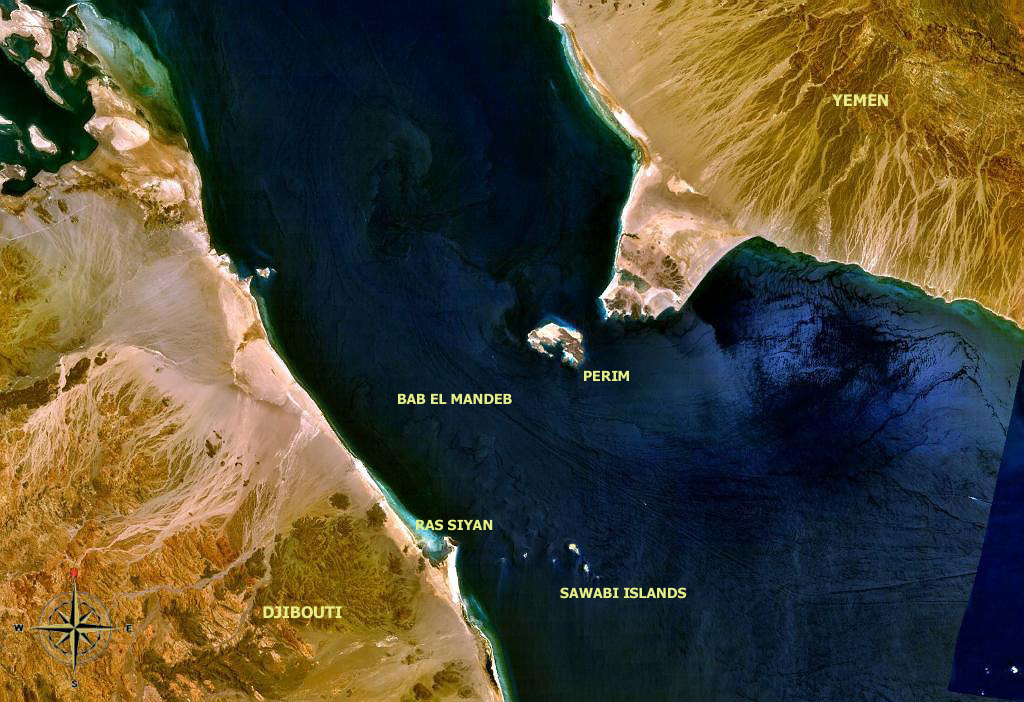
Fotografie din satelit a strâmtorii Bab-el-Mandeb

Bab el-Mandeb (în arabă باب المندب, transliterat: bāb al-mandib, însemnând Poarta Lacrimilor) este o strâmtoare care separă Eritreea și Djibouti, în Africa, de Yemen, în Peninsula Arabiei (Asia), în dreptul Cornului Africii, legând Marea Roșie cu Golful Aden din Oceanul Indian.
În prezent se crede că numele ei derivă din pericolul de a traversa zona. Totuși, o veche legendă arabă spune că numele provine de la un cutremur care a separat Asia de Africa, în care multe persoane au murit înecate. Este un punct strategic datorită apropierii de zonele petrolifere din Orientul Mijlociu și de Canalul Suez. În prezent este una din rutele maritime cele mai tranzitate.
Lățimea minimă a strâmtorii este de aproximativ 30 de km între Ras Mannali pe coasta Yemenului și Ras Siyyan în Djibouti. Insula vulcanică Perim împarte strâmtoarea în două canale: canalul oriental, cunoscut și sub numele de „Bab Iskender” („canalul lui Alexandru”), are o lărgime de 3 km și o adâncime maximă de 30 m, în timp ce canalul de vest, sau „Dact El Mayun”, are o lărgime de 25 km și o adâncime de 310 m. Lângă coasta africană se găsește un grup de insule numite Cei șapte frați (sau insulele Sawabi). Curentul din canalul estic este superficial și circulă spre Marea Roșie, iar în canalul de vest un puternic curent submarin se mișcă spre Oceanul Indian.
Conform ipotezei recente a originii africane recente a oamenilor moderni, strâmtoarea Bab el-Mandeb a fost, probabil, martoră a primelor migrații de oameni din Africa, care au avut loc acum aproximativ 60.000 de ani. În acest moment, datorită nivelului mai scăzut al oceanelor, strâmtoarea era mai puțin adâncă sau chiar seacă, ceea ce a permis o serie de valuri migratorii de-a lungul coastei de sud a Asiei.